# David Sproxton
David Sproxton (CBE, sinh ngày 6 tháng 1 năm 1954) là một nam doanh nhân, họa sĩ diễn hoạt kiêm nhà sản xuất phim người Anh. Ông được biết đến là người sáng lập ra hãng phim Aardman Animations. Với những đóng góp của ông trong ngành hoạt hình tĩnh vật, ông được Nữ hoàng Anh Elizabeth II trao tặng Huân chương Đế quốc Anh ở cấp bậc chỉ huy đế chế vào ngày 17 tháng 6 năm 2006.
Đã có một lần ông cùng với Peter Lord thăm khu trưng bày Aardman do Bảo tàng Ghibli ở Nhật Bản thiết kế, tại đây ông đã gặp cha đẻ của Studio Ghibli là Hayao Miyazaki. Ông cho biết là Hayao rất hâm mộ các tác phẩm từ hãng phim của ông.